# Dačice IV
Dačice IV jsou část města Dačice v okrese Jindřichův Hradec v Jihočeském kraji. Nachází se na západě Dačic. Dačice IV leží v katastrálním území Dačice o výměře 12,9 km². Zahrnují předměstí západně od centra, sídliště Nivy a severozápadní okolí města s kaskádou rybníčků. Na území místní části jsou to shora Malý křivý, Zámecký, Jarošovský, Horní Trubní, Dolní Trubní, Vondra, Rybářský velký a malý, Indián, Vražda, Peráček a Sládek (poslední Dalbergův leží již v zámeckém parku v části Dačice II). Podél jižní hranice se nachází přírodní památka Toužínské stráně.
Ulice: Červenkova, Hradecká, Krátká, Na Jordánku, Na Peráčku, Na Sádkách, Na Výsluní, Nivy, Pantočkova, Příčná, Příhodova, Strachovského, Toužínská, V Lukách.

## Historie
Dačice IV byly dačickou částí v letech 1850–1879. Znovu se jí staly v letech 1890–1899 a podruhé 1. ledna 1980.

## Obyvatelstvo
| Rok            | 1869 | 1880 | 1890 | 1900 | 1910 | 1921 | 1930 | 1950 | 1961 | 1970 | 1980 | 1991 | 2001 | 2011 | 2021 |
| -------------- | ---- | ---- | ---- | ---- | ---- | ---- | ---- | ---- | ---- | ---- | ---- | ---- | ---- | ---- | ---- |
| Počet obyvatel | 560  | 0    | 536  | 655  | 670  | 0    | 477  | 0    | 0    | 396  | 388  | 369  | 380  | 566  | 548  |
| Počet domů     | 98   | 0    | 89   | 92   | 102  | 111  | 115  | 0    | 0    | 118  | 113  | 124  | 126  | 166  | 167  |

## Další fotografie

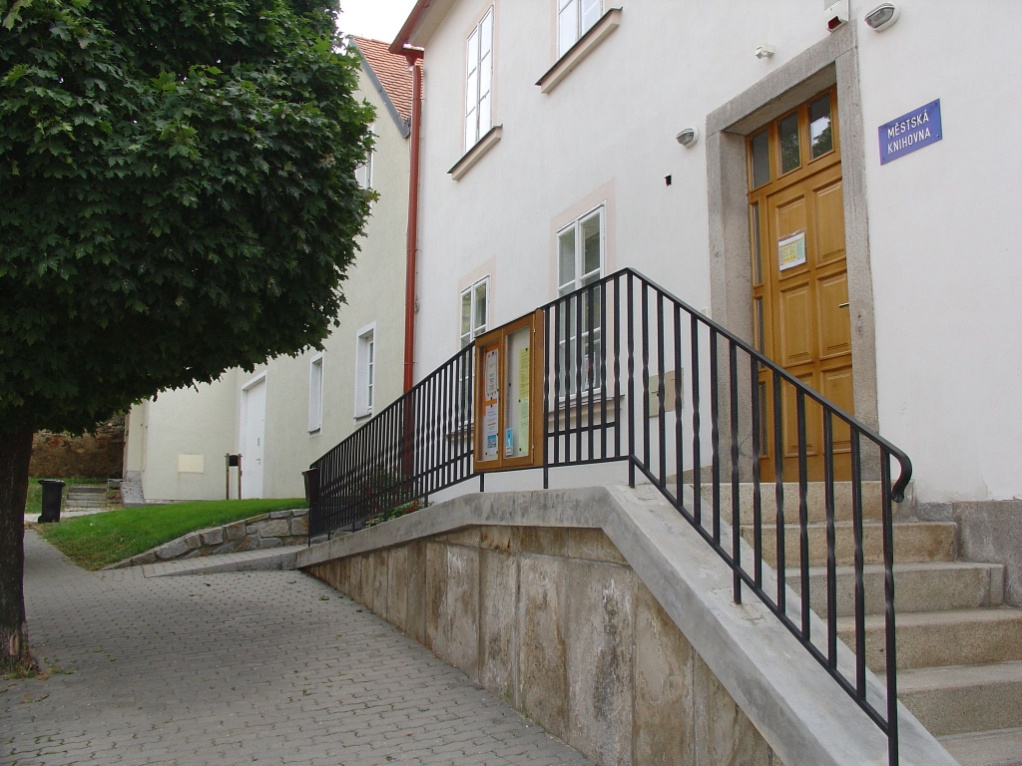
Městská knihovna
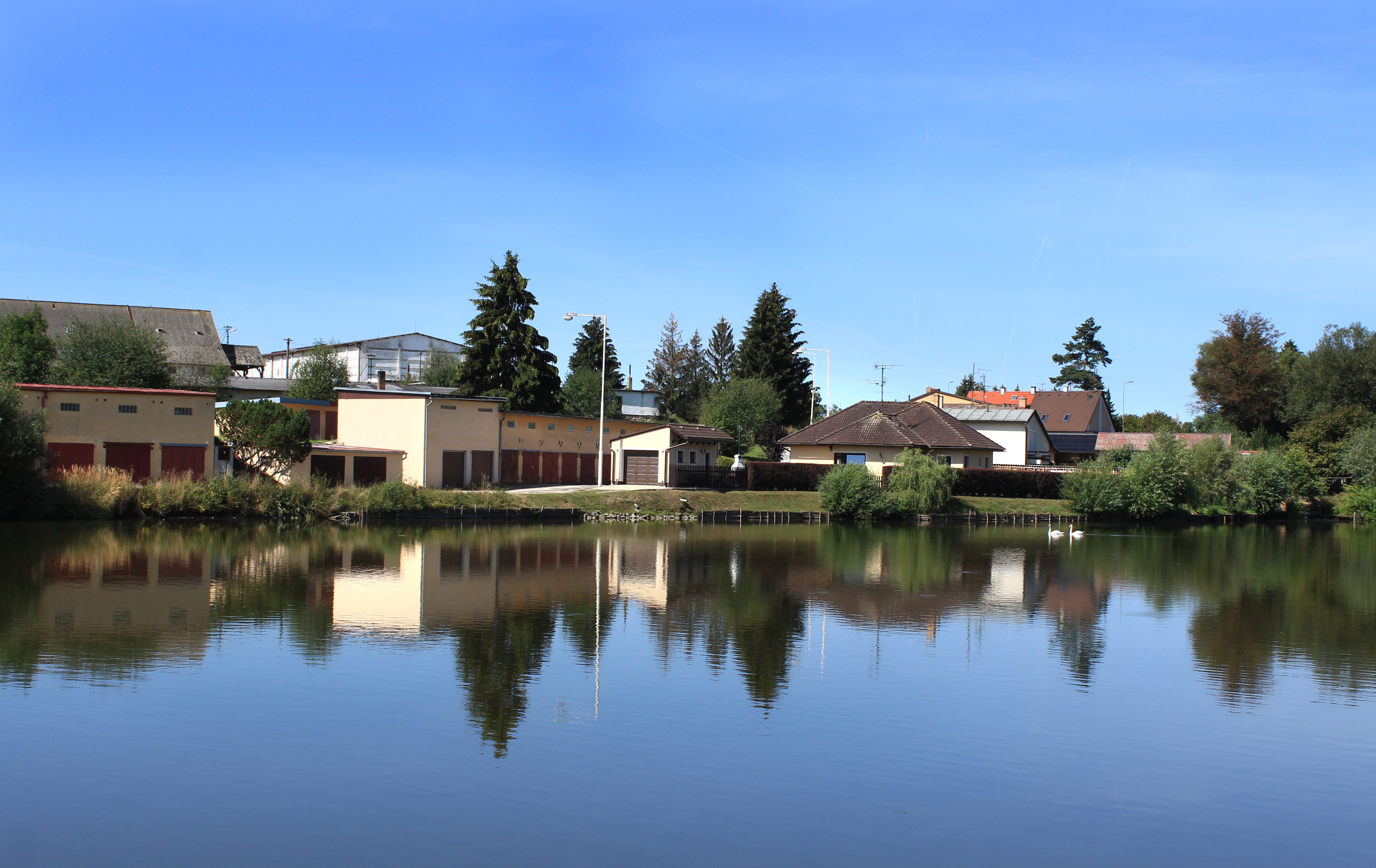
Rybník Peráček
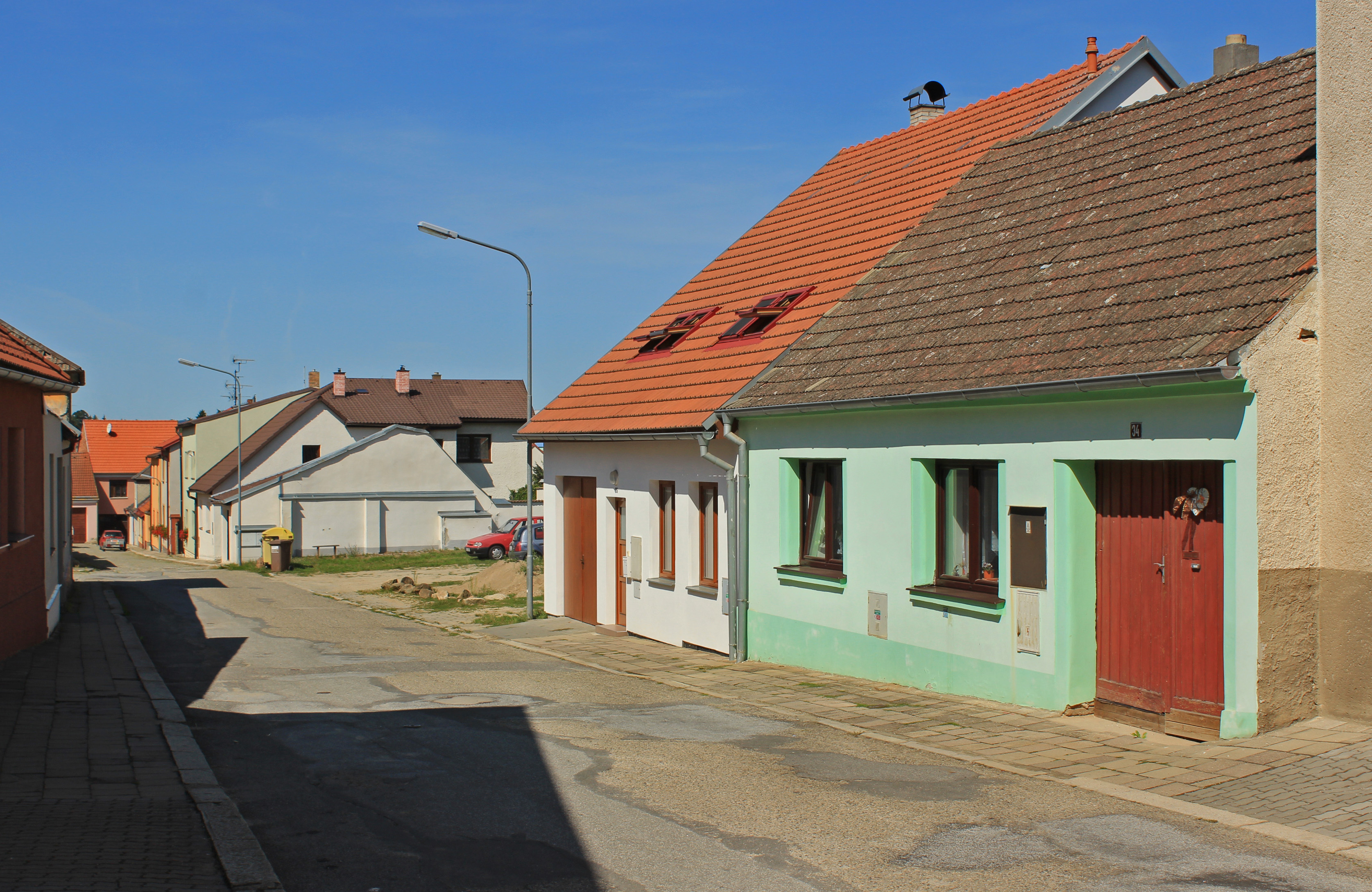
Pantočkova ulice